# رامون دجامالي
رامون دجامالي (بالفرنسية: Ramon Djamali)‏ لاعب كرة قدم كاليدوني دولي يجيد اللعب في خط الهجوم . يلعب حاليا لصالح نادي مون دور الكاليدوني منذ 2007 .

## روابط خارجية
- رامون دجامالي على موقع الاتحاد الدولي (مؤرشف)  (الإنجليزية)
- رامون دجامالي على موقع قاعدة بيانات كرة القدم.إي يو (الإنجليزية)
- رامون دجامالي على موقع ناشيونال فوتبول تيمز (الإنجليزية)
- رامون دجامالي على موقع عالم كرة القدم.نت (الإنجليزية)
- رامون دجامالي على موقع كووورة